# Кекоран (станция)
Кекора́н — разъезд Ижевского региона Горьковской железной дороги на линии Агрыз — Ижевск — Пибаньшур. Находится в деревне Кекоран Якшур-Бодьинском районе Удмуртии. Открыт в 1945 году.
Около разъезда (с восточной стороны) протекает река Узгинка.
На разъезде не осуществляется продажа пассажирских билетов.